# Commemoration Fanfare and Chorale (Smith)
Commemoration Fanfare and Chorale is een compositie voor harmonieorkest van de Amerikaanse componist Claude T. Smith. 